# Йосиф Серчанин
Йосиф (на гръцки: Ιωσήφ) е православен духовник, имброски (1825 – 1835) и варненски митрополит (1835 – 1846) на Вселенската патриаршия.

## Биография
Роден е в на южномакедонския град Сяр или в някое от селата в околностите на Сяр, затова носи прякора Серчанин (на гръцки Σερραίος, Сереос) или Серски. По произход е българин. Служи като велик протосингел на Патриаршията.
През октомври 1825 година, след смъртта на Никифор Имброски, е избран за митрополит на Имброската епархия и остава на поста до февруари или до август 1835 година, когато е избран за варненски митрополит. Негов подпис има в евангелие в храма „Света Марина“ в село Схинуди на острова. В катедрата по църковна история на Богословския факултет на Атинския университет са запазени негови писма до Вартоломей Кутлумушки.
За разлика от предходника си Филотей, във Варна Йосиф става известен със строгостта и точността на църква администрация, както и със своята богата образователна дейност. По негова инициатива в града в 1840 – 1841 година е създадено гръцко училище, а в 1844 – 1845 гръцко взамоучително училище с пръв учител Константинос от Янина.
Във Варна Йосиф покровителства и българската просвета и допускал употребата на български език в богослужението. При управлението му в епархията започват да се строят църкви. Йосиф възстановява изгорялата варненска катедрала „Свети Атанасий“ в 1838 г. и подкрепя изграждането на „Свети Николай“ в Балчик в 1845 г.
Учителят Райчо Блъсков описва в автобиографията си митрополит Йосиф, с когото се познава. Бащата на владиката бил около 100-годишен и знаел единствено български, а митрополит Йосиф също говорил македонски български диалект. Той бил винаги засмян, разпитвал селяните за поминъка им, за свещеника, за църквата им. Бил образован, много умен и сладкодумно говорил на български.
Във Варна Йосиф остава до 5 октомври 1846 година, когато е избран за митрополит на Видин. Не отива във Видин и подава оставка още през ноември същата година. Заточен е на Света гора, заради пробългарската си дейност.
Умира в 1864 година.